# 唐津ビーグル
唐津ビーグル（からつビーグル）は、佐賀県原産のセントハウンド犬種である。

## 概要
昭和8年に佐賀県三養基郡に松本という人物が神戸から中型でトライカラーのビーグルの牝犬を入手して、福岡県の京都郡系の牡を入種した。この牝犬を牝犬として熊本系や薩摩系の牡と交配させていったが、第二次世界大戦の影響で輸送が困難となった。これのため近親交配を重ねることになり、結果としてある程度の固定化がなされた。
唐津市では戦後いち早く保存改良運動が起こり、『唐津ビーグル』という名を与えて血統書を作成。昭和23年の10月から唐津猟友会が発行している。

## 特徴
毛色はトライカラーか四つ目が多い。中型犬で、猟芸の優れた犬を多数輩出した。